# Weeg (Gemeinde Wendling)
Weeg ist eine Ortschaft der Gemeinde Wendling im Bezirk Grieskirchen in Oberösterreich mit 35 Einwohnern (Stand 1. Jänner 2024).
Weeg liegt im Hausruckviertel auf 420 m ü. A. rund 2 km nordwestlich des Gemeindehauptortes Wendling.
In Weeg befindet sich die Haltestelle Wendling der Innviertelbahn.
Die Freiwillige Feuerwehr Weeg wurde bei den traditionellen Internationalen Feuerwehrsportwettkämpfen 1993 in Berlin Vizeweltmeister. Bei den Feuerwehrsportwettkämpfen in Herning (Dänemark) 1997 und in Kuopio (Finnland) 2001 wurde die Feuerwehr jeweils Weltmeister. Auch bei den Wettkämpfen 2009 in Ostrava in Tschechien errangen sie den Weltmeistertitel. Die Angriffszeit betrug im Detail 29,74 Sekunden mit 0 Fehlerpunkten, die Staffelzeit 53,59 Sekunden.